# Loth et ses filles (Artemisia Gentileschi)
Pour les articles homonymes, voir Loth et ses filles.
Loth et ses filles  est un tableau réalisé par la peintre italienne Artemisia Gentileschi vers 1636-1638. Cette huile sur toile est une peinture religieuse qui illustre un passage du Livre de la Genèse, dans l'Ancien Testament. Elle représente Loth assis entre ses deux filles avec à l'arrière-plan Sodome en flammes. Acquise en 1983, l'œuvre est conservée au musée d'Art de Toledo, à Toledo, dans l'Ohio, aux États-Unis.